# 投雪禁止区域指定標示板
| 投雪禁止区域の始点（左）と終点（右） |  | 投雪禁止区域の始点（左）と終点（右） |
| 投雪禁止区域の始点（左）と終点（右） |  |                                      |

投雪禁止区域指定標示板（とうせつきんしくいきしていひょうじばん）は、積雪地の高速道路や自動車専用道路等の路肩に、除雪作業車に向けて設置されている業務用の標識である。

## 概要

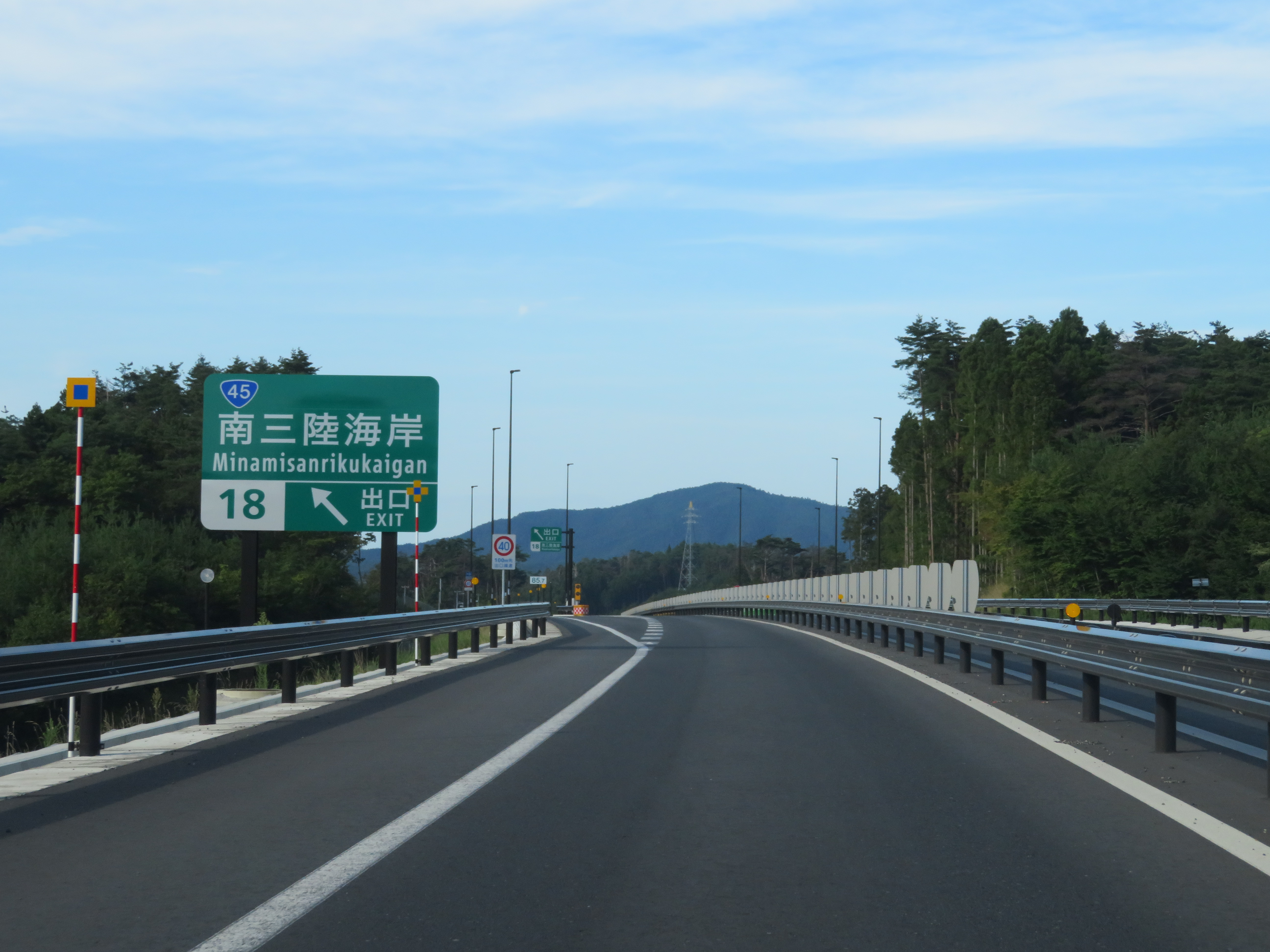
設置例（三陸自動車道）。左側のガードレール外に、赤白のポールに取り付けられた始点と終点の標示板が設置されている。出口の案内標識に比べて小ぶりに作られている。

道路際に民家が近接している区間や、高架や盛土構造の道路において下部の道路と交差する個所などでは、車道の外へ雪を落とすことにより物損や、下部の道路で交通事故が発生するおそれがある。そのような個所で、移動しながら除雪を行う作業車に対し、一時的に車道の外への雪の投棄を停止することを指示するものである。
ここから投雪を禁止する区域となる「始点」と、再び投雪が可能となる「終点」の2枚一組で使われる。「始点」は縦横各200mmの黄色い正方形の中央部にやや小さい青色の正方形を配している。「終点」が中心の青い正方形の上下左右に市松模様のように黄色の正方形を配したもので、全面の大きさは縦横各300mmである。投雪口の開閉をイメージした標識の形状から、関係者では始点をじゃんけんのグー、終点をパーとなぞらえて「グッパー標識」などとも呼んでいる。該当箇所には年間を通じて常設されており、冬季以外でも見ることができる。始点と終点の間は交差する道路幅程度であることが多いが、100m～200mほどの橋全体が投雪禁止区域となることもある。
投雪禁止区域指定標識と呼ばれることもあるが、一般の運転手に向けた道路標識ではなく、自動車教習所の学科教習のカリキュラムには含まれていない。